# Lister (Colombie-Britannique)
Pour les articles homonymes, voir Lister.
Lister est une communauté canadienne de la Colombie-Britannique située dans le district régional de Central Kootenay. La localité est située à 16 km (10 miles) au sud-est de Creston et tout juste au nord-est de la frontière canado-américaine et près de Bountiful.

## Histoire
Originairement connue sous le nom de Camp Lister, la communauté est établie par le colonel Fred W. Lister après la Première Guerre mondiale en tant qu'établissement pour les militaires. Lister devient par la suite député provinciale conservateur de la circonscription de Kaslo et Nelson-Creston. Le nom de la localité change pour devenir simplement Lister le 29 novembre 1984. 